# Lamprophthalma sigma
Lamprophthalma sigma är en tvåvingeart som beskrevs av Friedrich Georg Hendel 1914. Lamprophthalma sigma ingår i släktet Lamprophthalma och familjen bredmunsflugor. Inga underarter finns listade i Catalogue of Life.